# Sōkratīs Papastathopoulos
Sōkratīs Papastathopoulos (in greco Σωκράτης Παπασταθόπουλος?; Calamata, 9 giugno 1988) è un ex calciatore greco, di ruolo difensore.

## Carriera

### Club

#### AEK Atene
Papastathopoulos ha esordito con l'AEK Atene il 26 ottobre 2005 in una partita valida per la Coppa di Grecia contro il PAS Giannina. La gara è terminata 3-0 per i gialloneri e il difensore ha segnato la prima rete dell'incontro.
Nel gennaio 2006 è stato prestato al Niki Volos con il quale, nello spezzone di stagione, ha disputato 11 partite nella Beta Ethniki, seconda divisione del campionato greco.
Il difensore è successivamente tornato nella squadra ateniese e nella stagione 2006-2007 ha disputato 14 incontri nella massima serie, 3 partite in Champions League 2006-2007 (sconfitta 3-1 col Lilla il 19 ottobre 2006 nella gara di esordio nelle competizioni UEFA per club e poi vittoria 1-0 con il Milan e pareggio 2-2 con l'Anderlecht) e una in Coppa UEFA.
Nella stagione seguente è diventato stabilmente titolare della retroguardia dei gialloneri che si sono classificati nuovamente al secondo posto nel campionato greco. Il 13 aprile 2008, nella vittoria esterna per 4-0 contro il PAOK, Papastathopoulos ha segnato il suo primo gol in campionato con un colpo di testa su azione da calcio d'angolo.
L'AEK Atene, dopo essere stato eliminato ai preliminari di Champions League dagli spagnoli del Siviglia, ha disputato la Coppa UEFA dove ai sedicesimi di finale ha incontrato gli spagnoli del Getafe. Sotto per 1-0, al 93º minuto di gioco della gara di andata è stato proprio un lancio di Papastathopoulos a consentire agli attaccanti della squadra greca di raggiungere il pareggio; risultato che tuttavia si rivela inutile ai fini della qualificazione al turno successivo per la vittoria (3-0) degli spagnoli nella partita di ritorno.
A vent'anni, contando anche le partite disputate nei turni preliminari, Papastathopoulos ha totalizzato 4 presenze in Champions League e 8 in Coppa UEFA con l'AEK Atene.
Nel dicembre 2008 Papastathopoulos ha vinto il premio assegnato dalla PSAP (Panhellenic Association of Professional Footballers) come Miglior giovane greco dell'anno.

#### Genoa
Il 1º agosto 2008, tramite un comunicato sul proprio sito ufficiale, l'AEK Atene ha annunciato il passaggio di Papastathopoulos al Genoa, che lo ha pagato una cifra intorno ai 4 milioni di euro. Il giocatore ha firmato con la società genovese un contratto fino al 30 giugno 2012.
Il 27 settembre 2008 Papastathopoulos ha esordito in Serie A in Fiorentina-Genoa (1-0). Nella partita successiva contro il Napoli, vinta 3-2 dal Genoa, ha segnato il suo primo gol in Serie A con la rete del momentaneo 1-1 e tre settimane più tardi si è ripetuto nella gara vinta contro il Cagliari per 2-1. Nelle ultime giornate di campionato è stato impiegato da titolare nell'"undici" dell'allenatore Gian Piero Gasperini.
Nella stagione successiva è riuscito a guadagnarsi stabilmente un posto da titolare, disputando tra campionato, Coppa Italia ed Europa League 36 partite per un totale di 56 gare e 2 gol in 2 stagioni con la maglia del Genoa.

#### Milan

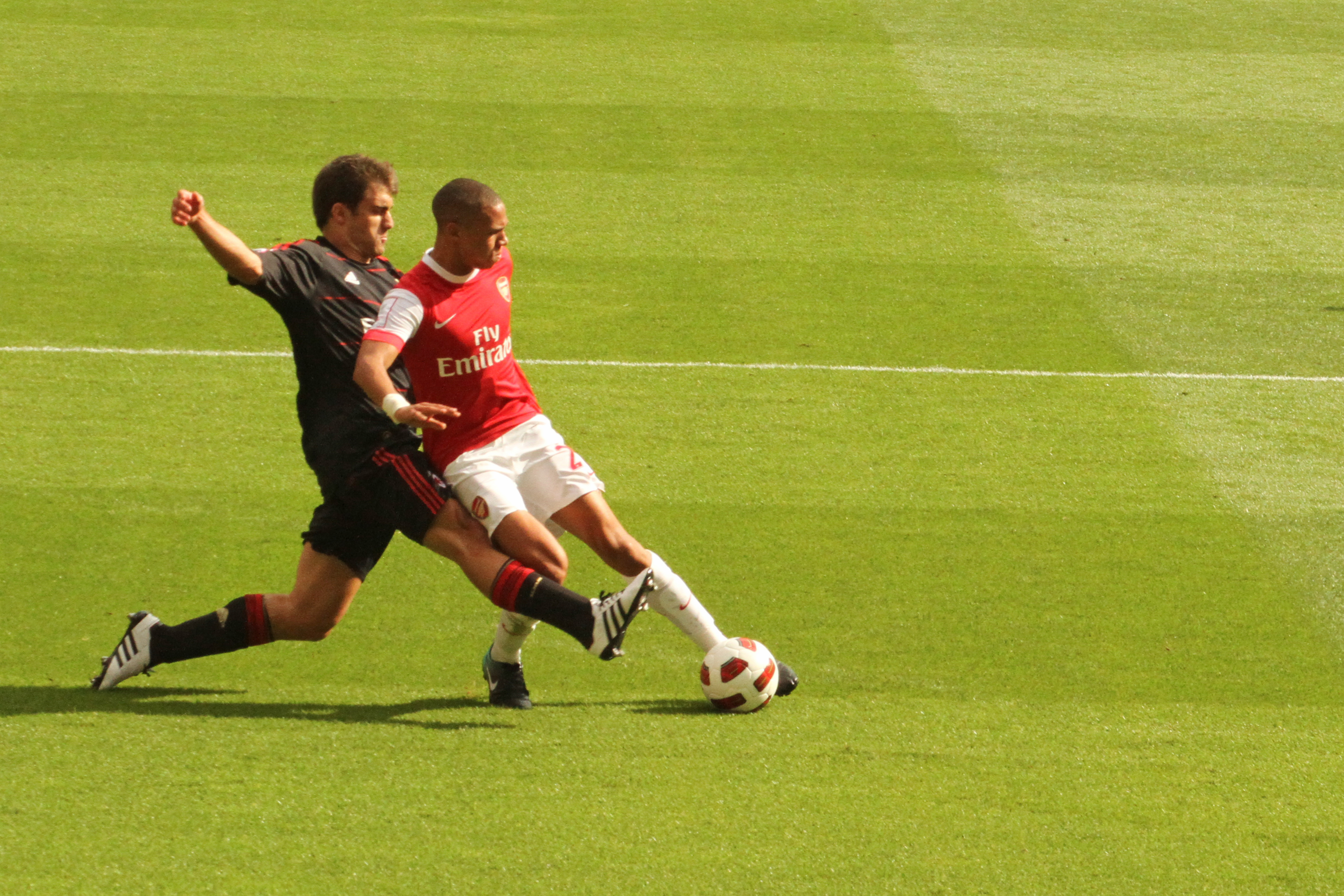
Papastathopoulos mentre contrasta Kieran Gibbs durante la Emirates Cup 2010

Il 20 luglio 2010 il Milan ha acquistato Papastathopoulos dal Genoa a titolo definitivo cedendo nel contempo in comproprietà al club ligure Nnamdi Oduamadi, Rodney Strasser e Gianmarco Zigoni. Ha esordito con la maglia rossonera l'11 settembre 2010 nella sconfitta per 2-0 al Manuzzi contro il Cesena. Nella stagione 2010-2011 ha totalizzato 5 presenze in campionato e 2 in Coppa Italia e il 7 maggio 2011 ha vinto lo scudetto con i rossoneri a due giornate dal termine del campionato grazie allo 0-0 contro la Roma.

#### Werder Brema
Il 14 giugno 2011 il Milan ha comunicato la cessione del difensore greco al Genoa e il 21 luglio 2011 il club di Preziosi lo ha ceduto, in prestito con diritto di riscatto, ai tedeschi del Werder Brema.
Ha esordito con la squadra tedesca il 30 luglio 2011 nella gara valida per il primo turno della Coppa di Germania persa per 2-1 in casa dello Heidenheim. Il 10 dicembre 2011 ha segnato il primo gol personale con la maglia del Werder Brema, realizzando, sugli sviluppi di un calcio di punizione, la prima rete nella vittoria per 4-1 contro il Wolfsburg, match valevole per la 16ª giornata della Bundesliga 2011-2012. Nel mese di aprile del 2012 la società tedesca ha fatto valere il diritto di riscatto del cartellino del giocatore greco. Alla fine della stagione Papastathopoulos con il Werder Brema ha totalizzato 31 presenze e un gol.

#### Borussia Dortmund
Il 28 maggio 2013 ha firmato, dopo essere stato pagato quasi 10 milioni di euro, un contratto fino al 2018 con il Borussia Dortmund. Il 27 luglio 2013 ha vinto la Supercoppa di Germania battendo per 4-2 contro il Bayern Monaco, entrando in campo nei minuti finali della gara. Il suo primo gol in maglia giallo-nera è arrivato il 1º novembre 2013 in occasione della gara vinta contro lo Stoccarda per 6-1 in cui ha realizzato la rete del momentaneo pareggio di testa sugli sviluppi di un calcio d'angolo battuto da Nuri Şahin. Dalla 13ª giornata in poi complice l'infortunio del compagno Subotic diventa uno dei titolari inamovibili della difesa della squadra.
La stagione 2014-2015 si apre con la vittoria della Supercoppa di Germania, battendo il Bayern Monaco con il punteggio di 2-0. Il 29 agosto alla seconda giornata trova il primo gol stagionale nella vittoria per 3-2 sul campo dell'Augusta. Il 4 novembre trova il primo gol in Europa nella partita di Champions League vinta 4-1 in casa contro i turchi del Galatasaray. Il 30 maggio 2015 perde 3-1 la finale di Coppa di Germania contro il Wolfsburg.
Inizia la sua terza stagione con i colori gialloneri con il cambio in panchina del tecnico passando da Jurgen Klopp a Thomas Tuchel. Nonostante il cambio in panchina non perde il posto da titolare ed è uno dei pilastri della squadra. Il primo e unico gol in stagione lo trova nella sconfitta in trasferta per 2-1 sul campo del Colonia. Il 21 maggio perde la seconda finale di Coppa di Germania consecutiva stavolta contro il Bayern Monaco ai calci di rigore.
La stagione 2016-2017 inizia con la sconfitta in Supercoppa di Germania per 2-0 contro il Bayern Monaco. Il primo gol stagionale arriva alla prima partita nel girone F di Champions League nella vittoria esterna per 6-0 sul Legia Varsavia. Il 25 febbraio trova il primo gol in Bundesliga nella vittoria per 3-0 sul campo del Friburgo. L'11 aprile 2017, alla vigilia della partita di Champions League contro il Monaco, un'esplosione investe il pullman su cui viaggiavano lui e la sua squadra.
Il 27 maggio 2017 vince la Coppa di Germania contro l'Eintracht Francoforte.

#### Arsenal
Il 2 luglio 2018 passa all’Arsenal per 20 milioni di euro. Il 4 ottobre 2018 segna il suo primo goal con i Gunners nella sfida vinta per 3-0 in trasferta valida per l'Europa League contro gli azeri del Qarabag; questo goal lo ha reso il primo giocatore (22 anni dopo l'ultimo, che era Glenn Helder) non allenato da Arséne Wenger (che per 22 anni è stato sulla panchina dei Gunners) a segnare un gol con la maglia del club londinese. All'Arsenal vince l'FA Cup nella stagione 2019-2020 e il Community Shield all'inizio della stagione successiva incrementando il proprio curriculum.
Nella stagione 2020-2021 viene messo ai margini della rosa dal tecnico Mikel Arteta e il 20 gennaio 2021 rescinde il proprio contratto con il club.

#### Olympiacos
Il 25 gennaio 2021 ritorna in Grecia, firmando per l'Olympiacos.

#### Betis e ritiro
Il 26 ottobre 2023, Sokratis approda al Real Betis, nella Liga spagnola, con cui firma un contratto fino a fine stagione.
Il 19 maggio 2024, il calciatore annuncia ufficialmente il proprio ritiro dal calcio giocato al termine del campionato.

### Nazionale

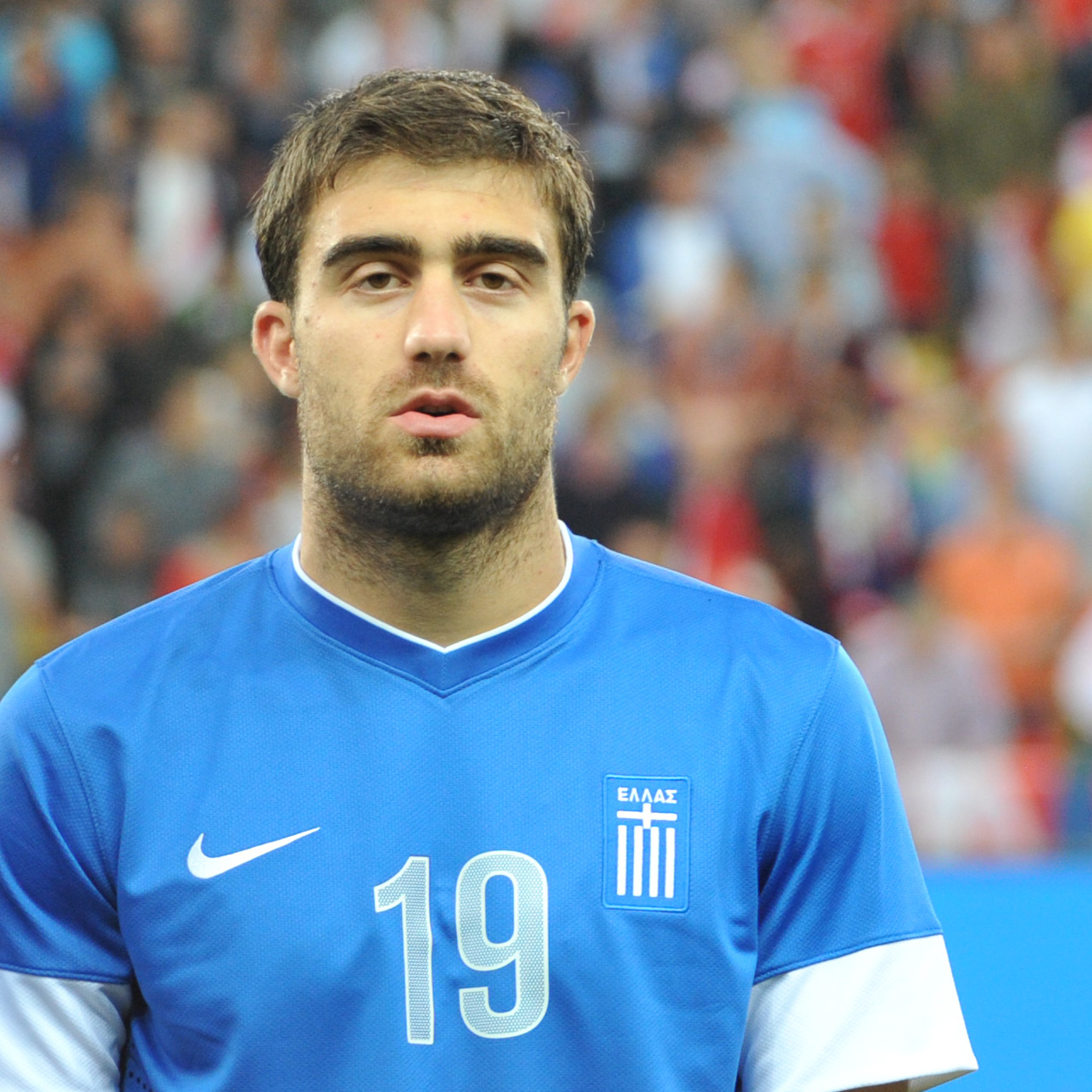
Papastathopoulos con la maglia della nazionale greca nel 2013

Al campionato europeo Under-19 del 2007 Papastathopoulos è stato capitano della nazionale greca Under-19 che in Austria è riuscita a raggiungere la finale del torneo contro i pari età della Spagna. Papastathopoulos è stato costretto a saltare la finale per squalifica a causa dell'ammonizione subita in semifinale contro la Germania.
Il 5 febbraio 2008 ha esordito con la nazionale maggiore nella partita amichevole giocata a Nicosia contro la Repubblica Ceca e vinta per 1-0. All'età di 19 anni è stato incluso dal commissario tecnico Otto Rehhagel nell'elenco dei preconvocati per il campionato europeo del 2008, ma successivamente è stato escluso dalla lista finale. È stato convocato da Rehhagel per il campionato mondiale del 2010 in Sudafrica. Durante la competizione è sceso in campo in 2 partite: la seconda gara del girone eliminatorio contro la Nigeria, vinta per 2-1, e la terza e ultima contro l'Argentina, persa 2-0.
Nel maggio 2012 è stato convocato dal CT Fernando Santos per la fase finale dell'europeo in Polonia e Ucraina. È stato schierato come titolare nella gara inaugurale della manifestazione l'8 giugno 2012 contro la Polonia, partita terminata sul punteggio di 1-1 e nella quale Papastathopoulos è stato espulso per doppia ammonizione al 44º minuto di gioco.
Convocato per il campionato del mondo del 2014 in Brasile, nel corso del torneo ha giocato da titolare tutte le 4 partite della nazionale ellenica, eliminata ai rigori dalla Costa Rica negli ottavi di finale. Proprio nella gara contro i centramericani Papastathopoulos ha segnato la prima rete personale con la maglia della Grecia, realizzando nei minuti di recupero del secondo tempo il gol dell'1-1 che ha portato la gara ai tempi supplementari.

## Statistiche

### Presenze e reti nei club
Statistiche aggiornate all'8 febbraio 2024
| Stagione                 | Squadra                  | Campionato               | Campionato | Campionato | Coppe nazionali | Coppe nazionali | Coppe nazionali | Coppe continentali | Coppe continentali | Coppe continentali | Altre coppe | Altre coppe | Altre coppe | Totale | Totale |
| Stagione                 | Squadra                  | Comp                     | Pres       | Reti       | Comp            | Pres            | Reti            | Comp               | Pres               | Reti               | Comp        | Pres        | Reti        | Pres   | Reti   |
| ------------------------ | ------------------------ | ------------------------ | ---------- | ---------- | --------------- | --------------- | --------------- | ------------------ | ------------------ | ------------------ | ----------- | ----------- | ----------- | ------ | ------ |
| 2005-gen. 2006           | AEK Atene                | AE                       | 0          | 0          | CG              | 2               | 1               | -                  | -                  | -                  | -           | -           | -           | 2      | 1      |
| gen.-giu. 2006           | Nikī Volo                | BE                       | 11         | 0          | CG              | 0               | 0               | -                  | -                  | -                  | -           | -           | -           | 11     | 0      |
| 2006-2007                | AEK Atene                | SL                       | 14         | 0          | CG              | 1               | 0               | UCL+CU             | 3+1                | 0                  | -           | -           | -           | 19     | 0      |
| 2007-2008                | AEK Atene                | SL                       | 24+4       | 1          | CG              | 1               | 0               | UCL+CU             | 1+7                | 0                  | -           | -           | -           | 37     | 1      |
| Totale AEK Atene         | Totale AEK Atene         | Totale AEK Atene         | 38+4       | 1          |                 | 4               | 1               |                    | 12                 | 0                  |             | -           | -           | 58     | 2      |
| 2008-2009                | Genoa                    | A                        | 21         | 2          | CI              | 2               | 0               | -                  | -                  | -                  | -           | -           | -           | 23     | 2      |
| 2009-2010                | Genoa                    | A                        | 30         | 0          | CI              | 1               | 0               | UEL                | 5                  | 0                  | -           | -           | -           | 36     | 0      |
| Totale Genoa             | Totale Genoa             | Totale Genoa             | 51         | 2          |                 | 3               | 0               |                    | 5                  | 0                  |             | -           | -           | 59     | 2      |
| 2010-2011                | Milan                    | A                        | 5          | 0          | CI              | 2               | 0               | UCL                | 0                  | 0                  | -           | -           | -           | 7      | 0      |
| 2011-2012                | Werder Brema             | BL                       | 30         | 1          | CG              | 1               | 0               | -                  | -                  | -                  | -           | -           | -           | 31     | 1      |
| 2012-2013                | Werder Brema             | BL                       | 29         | 1          | CG              | 1               | 0               | -                  | -                  | -                  | -           | -           | -           | 30     | 1      |
| Totale Werder Brema      | Totale Werder Brema      | Totale Werder Brema      | 59         | 2          |                 | 2               | 0               |                    | -                  | -                  |             | -           | -           | 61     | 2      |
| 2013-2014                | Borussia Dortmund        | BL                       | 28         | 1          | CG              | 5               | 0               | UCL                | 8                  | 0                  | SG          | 1           | 0           | 42     | 1      |
| 2014-2015                | Borussia Dortmund        | BL                       | 21         | 1          | CG              | 4               | 0               | UCL                | 6                  | 1                  | SG          | 1           | 0           | 32     | 2      |
| 2015-2016                | Borussia Dortmund        | BL                       | 25         | 1          | CG              | 5               | 0               | UEL                | 10                 | 0                  | -           | -           | -           | 40     | 1      |
| 2016-2017                | Borussia Dortmund        | BL                       | 26         | 2          | CG              | 5               | 0               | UCL                | 9                  | 1                  | SG          | 1           | 0           | 38     | 3      |
| 2017-2018                | Borussia Dortmund        | BL                       | 30         | 2          | CG              | 3               | 0               | UCL+UEL            | 5+4                | 1+0                | SG          | 1           | 0           | 43     | 3      |
| Totale Borussia Dortmund | Totale Borussia Dortmund | Totale Borussia Dortmund | 130        | 7          |                 | 22              | 0               |                    | 42                 | 3                  |             | 4           | 0           | 198    | 10     |
| 2018-2019                | Arsenal                  | PL                       | 25         | 1          | FACup+CdL       | 2+1             | 0               | UEL                | 13                 | 2                  | -           | -           | -           | 41     | 3      |
| 2019-2020                | Arsenal                  | PL                       | 19         | 2          | FACup+CdL       | 5+0             | 1+0             | UEL                | 5                  | 0                  | -           | -           | -           | 29     | 3      |
| 2020-gen. 2021           | Arsenal                  | PL                       | 0          | 0          | FACup+CdL       | 0+1             | 0               | UEL                | 0                  | 0                  | CS          | 0           | 0           | 1      | 0      |
| Totale Arsenal           | Totale Arsenal           | Totale Arsenal           | 44         | 3          |                 | 9               | 1               |                    | 18                 | 2                  |             | -           | -           | 71     | 6      |
| gen.-giu. 2021           | Olympiacos               | SL                       | 6+8        | 1          | CG              | 5               | 0               | UCL+UEL            | 0+4                | 0                  | -           | -           | -           | 23     | 1      |
| 2021-2022                | Olympiacos               | SL                       | 18+3       | 1          | CG              | 3               | 0               | UCL+UEL            | 1+10               | 0                  | -           | -           | -           | 35     | 1      |
| 2022-2023                | Olympiacos               | SL                       | 18+9       | 1+1        | CG              | 2               | 0               | UCL+UEL            | 1+2                | 0                  |             |             |             | 32     | 2      |
| Totale Olympiakos        | Totale Olympiakos        | Totale Olympiakos        | 42+20      | 3+1        |                 | 10              | 0               |                    | 18                 | 0                  |             | -           | -           | 90     | 4      |
| ott. 2023-2024           | Betis                    | PD                       | 6          | 0          | CR              | 1               | 0               | UEL                | 0                  | 0                  | -           | -           | -           | 7      | 0      |
| Totale carriera          | Totale carriera          | Totale carriera          | 392        | 18         |                 | 53              | 2               |                    | 95                 | 5                  |             | 4           | 0           | 541    | 25     |

### Cronologia presenze e reti in nazionale
| Cronologia completa delle presenze e delle reti in nazionale ― Grecia | Cronologia completa delle presenze e delle reti in nazionale ― Grecia | Cronologia completa delle presenze e delle reti in nazionale ― Grecia | Cronologia completa delle presenze e delle reti in nazionale ― Grecia | Cronologia completa delle presenze e delle reti in nazionale ― Grecia | Cronologia completa delle presenze e delle reti in nazionale ― Grecia | Cronologia completa delle presenze e delle reti in nazionale ― Grecia | Cronologia completa delle presenze e delle reti in nazionale ― Grecia |
| Data                                                                  | Città                                                                 | In casa                                                               | Risultato                                                             | Ospiti                                                                | Competizione                                                          | Reti                                                                  | Note                                                                  |
| --------------------------------------------------------------------- | --------------------------------------------------------------------- | --------------------------------------------------------------------- | --------------------------------------------------------------------- | --------------------------------------------------------------------- | --------------------------------------------------------------------- | --------------------------------------------------------------------- | --------------------------------------------------------------------- |
| 5-2-2008                                                              | Nicosia                                                               | Grecia                                                                | 1 – 0                                                                 | Rep. Ceca                                                             | Amichevole                                                            | -                                                                     | 46’                                                                   |
| 6-2-2008                                                              | Nicosia                                                               | Grecia                                                                | 2 – 1                                                                 | Finlandia                                                             | Amichevole                                                            | -                                                                     | 71’                                                                   |
| 19-5-2008                                                             | Patrasso                                                              | Grecia                                                                | 2 – 0                                                                 | Cipro                                                                 | Amichevole                                                            | -                                                                     |                                                                       |
| 20-8-2008                                                             | Bratislava                                                            | Slovacchia                                                            | 0 – 2                                                                 | Grecia                                                                | Amichevole                                                            | -                                                                     | 46’                                                                   |
| 19-11-2008                                                            | Il Pireo                                                              | Grecia                                                                | 1 – 1                                                                 | Italia                                                                | Amichevole                                                            | -                                                                     |                                                                       |
| 12-8-2009                                                             | Bydgoszcz                                                             | Polonia                                                               | 2 – 0                                                                 | Grecia                                                                | Amichevole                                                            | -                                                                     | 13’ 46’                                                               |
| 5-9-2009                                                              | Basilea                                                               | Svizzera                                                              | 2 – 0                                                                 | Grecia                                                                | Qual. Mondiali 2010                                                   | -                                                                     |                                                                       |
| 10-10-2009                                                            | Atene                                                                 | Grecia                                                                | 5 – 2                                                                 | Lettonia                                                              | Qual. Mondiali 2010                                                   | -                                                                     |                                                                       |
| 14-11-2009                                                            | Atene                                                                 | Grecia                                                                | 0 – 0                                                                 | Ucraina                                                               | Qual. Mondiali 2010                                                   | -                                                                     | 29’                                                                   |
| 18-11-2009                                                            | Donec'k                                                               | Ucraina                                                               | 0 – 1                                                                 | Grecia                                                                | Qual. Mondiali 2010                                                   | -                                                                     |                                                                       |
| 17-6-2010                                                             | Bloemfontein                                                          | Grecia                                                                | 2 – 1                                                                 | Nigeria                                                               | Mondiali 2010 - 1º turno                                              | -                                                                     | 15’ 37’                                                               |
| 22-6-2010                                                             | Polokwane                                                             | Grecia                                                                | 0 – 2                                                                 | Argentina                                                             | Mondiali 2010 - 1º turno                                              | -                                                                     |                                                                       |
| 11-8-2010                                                             | Belgrado                                                              | Serbia                                                                | 0 – 1                                                                 | Grecia                                                                | Amichevole                                                            | -                                                                     |                                                                       |
| 3-9-2010                                                              | Il Pireo                                                              | Grecia                                                                | 1 – 1                                                                 | Georgia                                                               | Qual. Euro 2012                                                       | -                                                                     |                                                                       |
| 7-9-2010                                                              | Zagabria                                                              | Croazia                                                               | 0 – 0                                                                 | Grecia                                                                | Qual. Euro 2012                                                       | -                                                                     | 79’                                                                   |
| 8-10-2010                                                             | Il Pireo                                                              | Grecia                                                                | 1 – 0                                                                 | Lettonia                                                              | Qual. Euro 2012                                                       | -                                                                     |                                                                       |
| 12-10-2010                                                            | Il Pireo                                                              | Grecia                                                                | 2 – 1                                                                 | Israele                                                               | Qual. Euro 2012                                                       | -                                                                     |                                                                       |
| 17-11-2010                                                            | Vienna                                                                | Austria                                                               | 1 – 2                                                                 | Grecia                                                                | Amichevole                                                            | -                                                                     | 43’                                                                   |
| 9-2-2011                                                              | Larissa                                                               | Grecia                                                                | 1 – 0                                                                 | Canada                                                                | Amichevole                                                            | -                                                                     | 60’                                                                   |
| 26-3-2011                                                             | Ta' Qali                                                              | Malta                                                                 | 0 – 1                                                                 | Grecia                                                                | Qual. Euro 2012                                                       | -                                                                     | 84’                                                                   |
| 6-9-2011                                                              | Riga                                                                  | Lettonia                                                              | 1 – 1                                                                 | Grecia                                                                | Qual. Euro 2012                                                       | -                                                                     |                                                                       |
| 7-10-2011                                                             | Il Pireo                                                              | Grecia                                                                | 2 – 0                                                                 | Croazia                                                               | Qual. Euro 2012                                                       | -                                                                     |                                                                       |
| 11-10-2011                                                            | Tbilisi                                                               | Georgia                                                               | 1 – 2                                                                 | Grecia                                                                | Qual. Euro 2012                                                       | -                                                                     |                                                                       |
| 11-11-2011                                                            | Il Pireo                                                              | Grecia                                                                | 1 – 1                                                                 | Russia                                                                | Amichevole                                                            | -                                                                     |                                                                       |
| 15-11-2011                                                            | Altach                                                                | Grecia                                                                | 1 – 3                                                                 | Romania                                                               | Amichevole                                                            | -                                                                     | 46’                                                                   |
| 29-2-2012                                                             | Candia                                                                | Grecia                                                                | 1 – 1                                                                 | Belgio                                                                | Amichevole                                                            | -                                                                     |                                                                       |
| 26-5-2012                                                             | Kufstein                                                              | Grecia                                                                | 1 – 1                                                                 | Slovenia                                                              | Amichevole                                                            | -                                                                     | 70’                                                                   |
| 31-5-2012                                                             | Kufstein                                                              | Armenia                                                               | 0 – 1                                                                 | Grecia                                                                | Amichevole                                                            | -                                                                     | 62’                                                                   |
| 8-6-2012                                                              | Varsavia                                                              | Polonia                                                               | 1 – 1                                                                 | Grecia                                                                | Euro 2012 - 1º turno                                                  | -                                                                     | 35’, 44’                                                              |
| 16-6-2012                                                             | Varsavia                                                              | Grecia                                                                | 1 – 0                                                                 | Russia                                                                | Euro 2012 - 1º turno                                                  | -                                                                     |                                                                       |
| 22-6-2012                                                             | Danzica                                                               | Germania                                                              | 4 – 2                                                                 | Grecia                                                                | Euro 2012 - Quarti di finale                                          | -                                                                     | 75’                                                                   |
| 15-8-2012                                                             | Oslo                                                                  | Norvegia                                                              | 2 – 3                                                                 | Grecia                                                                | Amichevole                                                            | -                                                                     |                                                                       |
| 7-9-2012                                                              | Riga                                                                  | Lettonia                                                              | 1 – 2                                                                 | Grecia                                                                | Qual. Mondiali 2014                                                   | -                                                                     |                                                                       |
| 11-9-2012                                                             | Il Pireo                                                              | Grecia                                                                | 2 – 0                                                                 | Lituania                                                              | Qual. Mondiali 2014                                                   | -                                                                     |                                                                       |
| 12-10-2012                                                            | Il Pireo                                                              | Grecia                                                                | 0 – 0                                                                 | Bosnia ed Erzegovina                                                  | Qual. Mondiali 2014                                                   | -                                                                     |                                                                       |
| 16-10-2012                                                            | Bratislava                                                            | Slovacchia                                                            | 0 – 1                                                                 | Grecia                                                                | Qual. Mondiali 2014                                                   | -                                                                     |                                                                       |
| 14-11-2012                                                            | Dublino                                                               | Irlanda                                                               | 0 – 1                                                                 | Grecia                                                                | Amichevole                                                            | -                                                                     |                                                                       |
| 6-2-2013                                                              | Il Pireo                                                              | Grecia                                                                | 0 – 0                                                                 | Svizzera                                                              | Amichevole                                                            | -                                                                     |                                                                       |
| 22-3-2013                                                             | Zenica                                                                | Bosnia ed Erzegovina                                                  | 3 – 1                                                                 | Grecia                                                                | Qual. Mondiali 2014                                                   | -                                                                     |                                                                       |
| 7-6-2013                                                              | Vilnius                                                               | Lituania                                                              | 0 – 1                                                                 | Grecia                                                                | Qual. Mondiali 2014                                                   | -                                                                     |                                                                       |
| 14-8-2013                                                             | Salisburgo                                                            | Austria                                                               | 0 – 2                                                                 | Grecia                                                                | Amichevole                                                            | -                                                                     | 13’                                                                   |
| 6-9-2013                                                              | Vaduz                                                                 | Liechtenstein                                                         | 0 – 1                                                                 | Grecia                                                                | Qual. Mondiali 2014                                                   | -                                                                     |                                                                       |
| 10-9-2013                                                             | Il Pireo                                                              | Grecia                                                                | 1 – 0                                                                 | Lettonia                                                              | Qual. Mondiali 2014                                                   | -                                                                     |                                                                       |
| 11-10-2013                                                            | Il Pireo                                                              | Grecia                                                                | 1 – 0                                                                 | Slovacchia                                                            | Qual. Mondiali 2014                                                   | -                                                                     |                                                                       |
| 15-11-2013                                                            | Il Pireo                                                              | Grecia                                                                | 3 – 1                                                                 | Romania                                                               | Qual. Mondiali 2014                                                   | -                                                                     |                                                                       |
| 19-11-2013                                                            | Bucarest                                                              | Romania                                                               | 1 – 1                                                                 | Grecia                                                                | Qual. Mondiali 2014                                                   | -                                                                     |                                                                       |
| 31-5-2014                                                             | Oeiras                                                                | Portogallo                                                            | 0 – 0                                                                 | Grecia                                                                | Amichevole                                                            | -                                                                     | 40’                                                                   |
| 14-6-2014                                                             | Belo Horizonte                                                        | Colombia                                                              | 3 – 0                                                                 | Grecia                                                                | Mondiali 2014 - 1º turno                                              | -                                                                     | 52’                                                                   |
| 19-6-2014                                                             | Natal                                                                 | Giappone                                                              | 0 – 0                                                                 | Grecia                                                                | Mondiali 2014 - 1º turno                                              | -                                                                     |                                                                       |
| 24-6-2014                                                             | Fortaleza                                                             | Grecia                                                                | 2 – 1                                                                 | Costa d'Avorio                                                        | Mondiali 2014 - 1º turno                                              | -                                                                     |                                                                       |
| 29-6-2014                                                             | Recife                                                                | Costa Rica                                                            | 1 – 1 dts (5 – 3 dtr)                                                 | Grecia                                                                | Mondiali 2014 - Ottavi di finale                                      | 1                                                                     |                                                                       |
| 7-9-2014                                                              | Atene                                                                 | Grecia                                                                | 0 – 1                                                                 | Romania                                                               | Qual. Euro 2016                                                       | -                                                                     |                                                                       |
| 11-10-2014                                                            | Helsinki                                                              | Finlandia                                                             | 1 – 1                                                                 | Grecia                                                                | Qual. Euro 2016                                                       | -                                                                     |                                                                       |
| 14-10-2014                                                            | Atene                                                                 | Grecia                                                                | 0 – 2                                                                 | Irlanda del Nord                                                      | Qual. Euro 2016                                                       | -                                                                     |                                                                       |
| 29-3-2015                                                             | Budapest                                                              | Ungheria                                                              | 0 – 0                                                                 | Grecia                                                                | Qual. Euro 2016                                                       | -                                                                     |                                                                       |
| 13-6-2015                                                             | Tórshavn                                                              | Fær Øer                                                               | 2 – 1                                                                 | Grecia                                                                | Qual. Euro 2016                                                       | 1                                                                     |                                                                       |
| 16-6-2015                                                             | Danzica                                                               | Polonia                                                               | 0 – 0                                                                 | Grecia                                                                | Amichevole                                                            | -                                                                     | 46’                                                                   |
| 4-9-2015                                                              | Il Pireo                                                              | Grecia                                                                | 0 – 1                                                                 | Finlandia                                                             | Qual. Euro 2016                                                       | -                                                                     | cap. 90+4’                                                            |
| 7-9-2015                                                              | Bucarest                                                              | Romania                                                               | 0 – 0                                                                 | Grecia                                                                | Qual. Euro 2016                                                       | -                                                                     | cap.                                                                  |
| 8-10-2015                                                             | Belfast                                                               | Irlanda del Nord                                                      | 3 – 1                                                                 | Grecia                                                                | Qual. Euro 2016                                                       | -                                                                     |                                                                       |
| 11-10-2015                                                            | Atene                                                                 | Grecia                                                                | 4 – 3                                                                 | Ungheria                                                              | Qual. Euro 2016                                                       | -                                                                     | cap. 64’                                                              |
| 17-11-2015                                                            | Istanbul                                                              | Turchia                                                               | 0 – 0                                                                 | Grecia                                                                | Amichevole                                                            | -                                                                     |                                                                       |
| 24-3-2016                                                             | Atene                                                                 | Grecia                                                                | 2 – 1                                                                 | Montenegro                                                            | Amichevole                                                            | -                                                                     |                                                                       |
| 4-6-2016                                                              | Sydney                                                                | Australia                                                             | 1 – 0                                                                 | Grecia                                                                | Amichevole                                                            | -                                                                     | 87’                                                                   |
| 7-6-2016                                                              | Sydney                                                                | Australia                                                             | 1 – 2                                                                 | Grecia                                                                | Amichevole                                                            | -                                                                     | 34’                                                                   |
| 1-9-2016                                                              | Eindhoven                                                             | Paesi Bassi                                                           | 1 – 2                                                                 | Grecia                                                                | Amichevole                                                            | -                                                                     |                                                                       |
| 6-9-2016                                                              | Faro                                                                  | Gibilterra                                                            | 1 – 4                                                                 | Grecia                                                                | Qual. Mondiali 2018                                                   | -                                                                     |                                                                       |
| 7-10-2016                                                             | Atene                                                                 | Grecia                                                                | 2 – 0                                                                 | Cipro                                                                 | Qual. Mondiali 2018                                                   | -                                                                     |                                                                       |
| 10-10-2016                                                            | Tallinn                                                               | Estonia                                                               | 0 – 2                                                                 | Grecia                                                                | Qual. Mondiali 2018                                                   | -                                                                     | 7’                                                                    |
| 9-11-2016                                                             | Atene                                                                 | Grecia                                                                | 0 – 1                                                                 | Bielorussia                                                           | Amichevole                                                            | -                                                                     | 46’ 78’                                                               |
| 13-11-2016                                                            | Atene                                                                 | Grecia                                                                | 1 – 1                                                                 | Bosnia ed Erzegovina                                                  | Qual. Mondiali 2018                                                   | -                                                                     |                                                                       |
| 25-3-2017                                                             | Bruxelles                                                             | Belgio                                                                | 1 – 1                                                                 | Grecia                                                                | Qual. Mondiali 2018                                                   | -                                                                     |                                                                       |
| 9-6-2017                                                              | Zenica                                                                | Bosnia ed Erzegovina                                                  | 0 – 0                                                                 | Grecia                                                                | Qual. Mondiali 2018                                                   | -                                                                     | 33’                                                                   |
| 3-9-2017                                                              | Atene                                                                 | Grecia                                                                | 1 – 2                                                                 | Belgio                                                                | Qual. Mondiali 2018                                                   | -                                                                     | cap.                                                                  |
| 7-10-2017                                                             | Nicosia                                                               | Cipro                                                                 | 1 – 2                                                                 | Grecia                                                                | Qual. Mondiali 2018                                                   | -                                                                     |                                                                       |
| 10-10-2017                                                            | Atene                                                                 | Grecia                                                                | 4 – 0                                                                 | Gibilterra                                                            | Qual. Mondiali 2018                                                   | -                                                                     | 69’                                                                   |
| 9-11-2017                                                             | Zagabria                                                              | Croazia                                                               | 4 – 1                                                                 | Grecia                                                                | Qual. Mondiali 2018                                                   | 1                                                                     | cap.                                                                  |
| 12-11-2017                                                            | Atene                                                                 | Grecia                                                                | 0 – 0                                                                 | Croazia                                                               | Qual. Mondiali 2018                                                   | -                                                                     |                                                                       |
| 23-3-2018                                                             | Atene                                                                 | Grecia                                                                | 0 – 1                                                                 | Svizzera                                                              | Amichevole                                                            | -                                                                     | 13’                                                                   |
| 8-9-2018                                                              | Tallinn                                                               | Estonia                                                               | 0 – 1                                                                 | Grecia                                                                | UEFA Nations League 2018-2019 - 1º turno                              | -                                                                     |                                                                       |
| 11-9-2018                                                             | Budapest                                                              | Ungheria                                                              | 2 – 1                                                                 | Grecia                                                                | UEFA Nations League 2018-2019 - 1º turno                              | -                                                                     |                                                                       |
| 12-10-2018                                                            | Atene                                                                 | Grecia                                                                | 1 – 0                                                                 | Ungheria                                                              | UEFA Nations League 2018-2019 - 1º turno                              | -                                                                     | cap. 9’                                                               |
| 15-10-2018                                                            | Helsinki                                                              | Finlandia                                                             | 2 – 0                                                                 | Grecia                                                                | UEFA Nations League 2018-2019 - 1º turno                              | -                                                                     | cap. 46’                                                              |
| 15-11-2018                                                            | Atene                                                                 | Grecia                                                                | 1 – 0                                                                 | Finlandia                                                             | UEFA Nations League 2018-2019 - 1º turno                              | -                                                                     |                                                                       |
| 18-11-2018                                                            | Atene                                                                 | Grecia                                                                | 0 – 1                                                                 | Estonia                                                               | UEFA Nations League 2018-2019 - 1º turno                              | -                                                                     | cap. 81’                                                              |
| 26-3-2019                                                             | Zenica                                                                | Bosnia ed Erzegovina                                                  | 2 – 2                                                                 | Grecia                                                                | Qual. Euro 2020                                                       | -                                                                     | cap.                                                                  |
| 8-6-2019                                                              | Atene                                                                 | Grecia                                                                | 0 – 3                                                                 | Italia                                                                | Qual. Euro 2020                                                       | -                                                                     | cap.                                                                  |
| 11-6-2019                                                             | Amarousio                                                             | Grecia                                                                | 2 – 3                                                                 | Armenia                                                               | Qual. Euro 2020                                                       | -                                                                     | cap. 76’                                                              |
| 5-9-2019                                                              | Tampere                                                               | Finlandia                                                             | 1 – 0                                                                 | Grecia                                                                | Qual. Euro 2020                                                       | -                                                                     |                                                                       |
| 8-9-2019                                                              | Amarousio                                                             | Grecia                                                                | 1 – 1                                                                 | Liechtenstein                                                         | Qual. Euro 2020                                                       | -                                                                     | cap.                                                                  |
| Totale                                                                |                                                                       | Presenze (7º posto)                                                   | 90                                                                    |                                                                       | Reti                                                                  | 3                                                                     |                                                                       |

## Palmarès

### Club
- Campionato italiano: 1

Milan: 2010-2011
- Supercoppa di Germania: 2

Borussia Dortmund: 2013, 2014
- Coppa di Germania: 1

Borussia Dortmund: 2016-2017
- Coppa d'Inghilterra: 1

Arsenal: 2019-2020
- Charity/Community Shield: 1

Arsenal: 2020
- Campionato greco: 2

Olympiakos: 2020-2021, 2021-2022

### Individuale
- Calciatore greco dell'anno: 1

Miglior giovane: 2008